# ルイ＝セバスティアン・ルノルマン

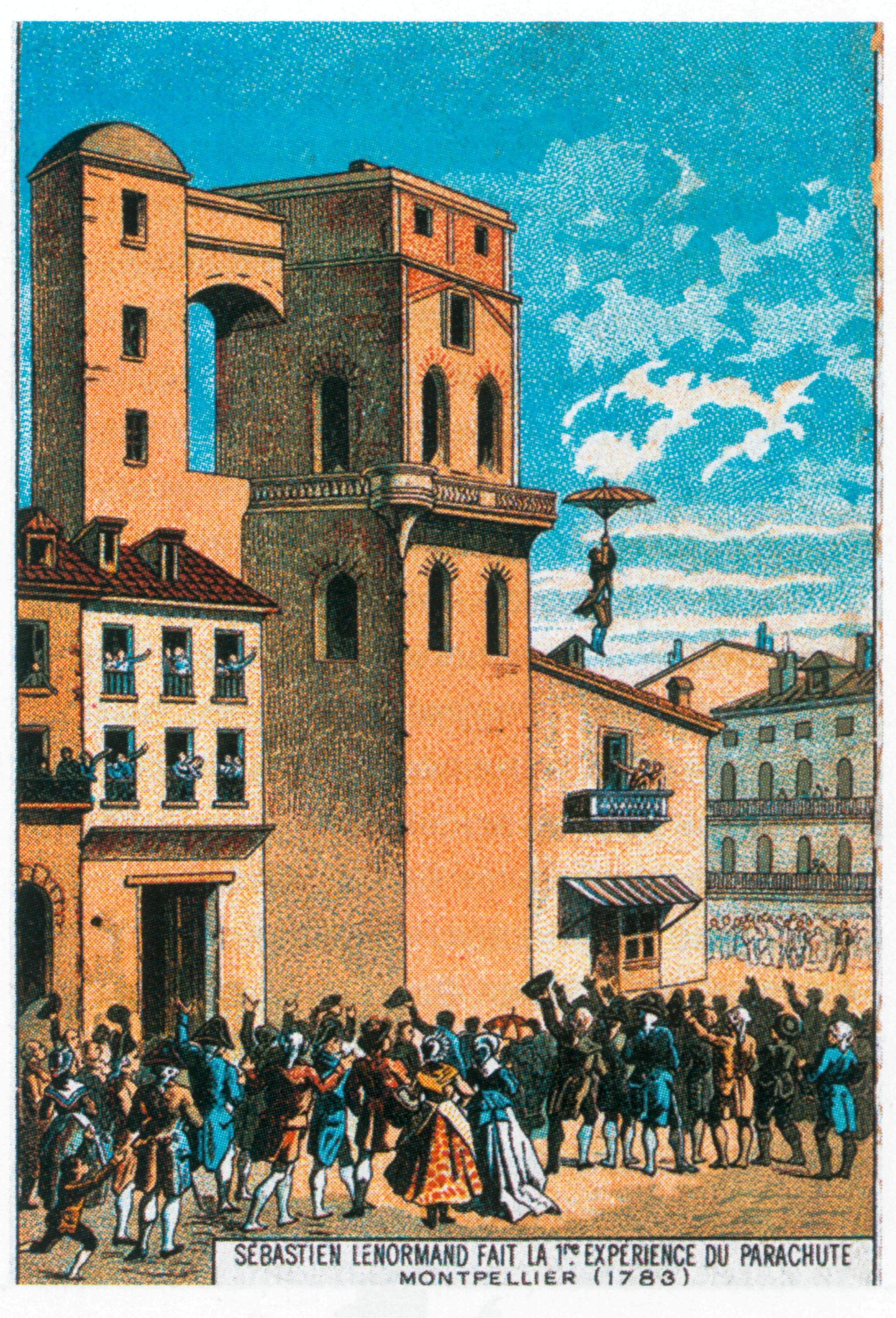
19世紀後半に描かれた1783年のルノルマンのジャンプの図

ルイ＝セバスティアン・ルノルマン（Louis-Sébastien Lenormand 、1757年5月25日 – 1837年12月）はフランスの発明家であり、パラシュートの発明者の一人である。パラシュートを使って、意図的な降下を行った最初の人物であり、パラシュートという言葉を創り出した人物である。この言葉はギリシア語由来の接頭辞 para- （反＝）と、フランス語の chute（落下）からの造語である。木からジャンプをしてパラシュートの構造を改良して、1783年12月26日、ジョセフ・モンゴルフィエを含む観衆の前でモンペリエ天文台の塔から、木製の枠組みがある4mほどのパラシュートで降下を行なった。ルノルマンの狙いは火事で燃える建物からの安全な脱出にパラシュートを使うことであった。パラシュートはアンドレ＝ジャック・ガルヌランによって枠組みのないものに改良されていく。

## 生涯
時計職人の息子としてモンペリエで生まれた。1775年から5年間、パリでラヴォアジエやベルトレーのもとで化学を学んだ。パリで硝石の管理に従事して、火薬の製造に関する科学的な知識を得た。モンペリエに戻って、父親の店で働き、土地の知識人と交わり、パラシュートの実験を始めた。公開実験の前に動物での試験を行なっている。
パラシュートの公開試験の後、カストルに近いサイ（Saïx ）という土地で、カルトジオ会の修道僧になった。修道院でも「世俗的」研究を許可されていた。フランス革命が始まると修道僧をやめ結婚し、アルビに移り、義理の父親の設立した学校の機械技術を教えた。1803年にパリに移り大蔵省の購買局の役人になった。役人時代に技術雑誌の出版を始め、3つの特許を出願した。1815年に退職した後、工学雑誌の出版を続け、20巻の工学事典を出版した。

## 参考資料
- Louis Guilbert: La formation du vocabulaire de l'aviation Larousse (1965). Google books
- Joost Mertens: "Technology as the science of the industrial arts: Louis-Sébastien Lenormand (1757-1837) and the popularization of technology", History and Technology 18(3), 203–231 (2002). Taylor & Francis[リンク切れ]
- Lynn White, Jr.: "The Invention of the Parachute", Technology and Culture 9(3), 462-467 (1968). JSTOR